# Уэшти
Уэшти (порт. Oeste (subregião)) — экономико-статистический субрегион в центральной Португалии.
Входит в состав региона Центр.
Включает в себя часть округов Лейрия и Лиссабон.
Территория — 2486 км². Население — 338 711 человек. Плотность населения — 136,2 чел./км².

## География
Субрегион граничит:
- на севере — Атлантический океан
- на востоке — субрегионы Пиньял-Литорал и Лезирия-ду-Тежу
- на юге — субрегион Большой Лиссабон
- на западе — Атлантический океан

## Муниципалитеты
Субрегион включает в себя 12 муниципалитетов:

### Муниципалитеты округа Лейрия
- Алкобаса
- Бомбаррал
- Калдаш-да-Раинья
- Назаре
- Обидуш
- Пенише

### Муниципалитеты округа Лиссабон
- Аленкер
- Арруда-душ-Виньюш
- Кадавал
- Лориньян
- Собрал-де-Монте-Аграсу
- Торриш-Ведраш